# Ruben Loftus-Cheek
Ruben Ira Loftus-Cheek (Londra, 23 gennaio 1996) è un calciatore inglese, centrocampista del Milan.

## Biografia
Di origini guyanesi, è nato a Lewisham, Londra, ed è cresciuto a Swanley, nel Kent, dove ha frequentato la scuola primaria. È fratello, da parte di padre, di Carl Cort e Leon Cort, entrambi ex calciatori professionisti.

## Caratteristiche tecniche
Paragonato a Michael Ballack e a Paul Pogba per prestanza fisica e doti tecniche, è un centrocampista centrale moderno, in grado di svolgere entrambe le fasi di gioco. In possesso di un’ottima visione del campo, è in grado di effettuare passaggi con grande precisione. Supportato da una notevole stazza fisica e da grandi doti da incontrista, risulta prezioso anche in fase di non possesso. In passato ha dichiarato d'ispirarsi all'ex Chelsea Frank Lampard.
In possesso di un'ottima elevazione, tra le sue doti rientrano anche l’intelligenza tattica e una discreta agilità nonché l'abilità di inserimento tra gli spazi.
Polivalente tatticamente, sotto la guida di Mourinho è stato impiegato da trequartista centrale in un 4-2-3-1; Antonio Conte lo ha invece provato nel ruolo di terminale offensivo dell'attacco dei blues, mentre Thomas Tuchel lo ha impiegato come esterno di centrocampo nel 3-4-2-1 e come difensore centrale (ruolo che aveva ricoperto ai tempi dell'Academy del Chelsea).

## Carriera

### Club

#### Inizi (2004-2017)

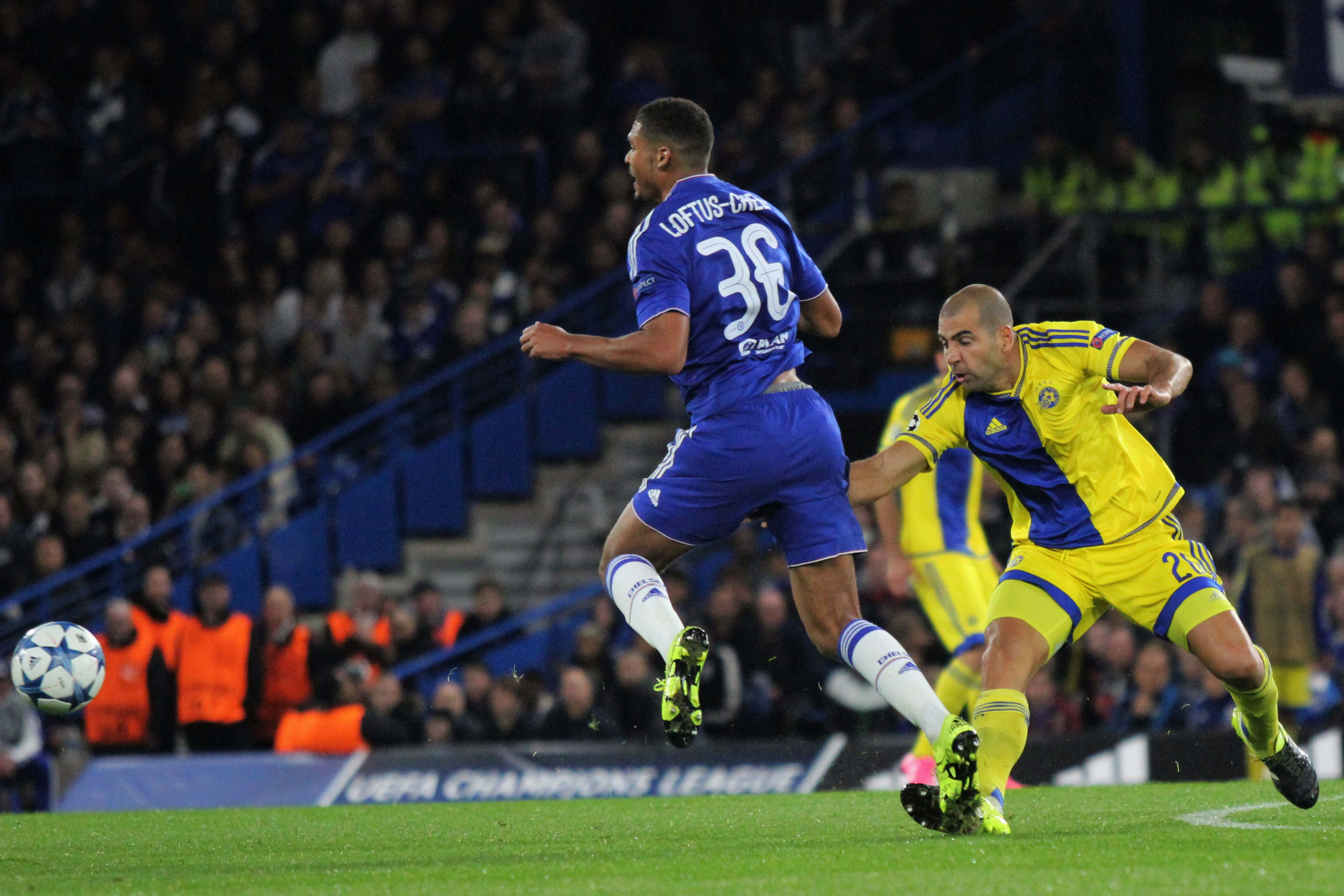
Loftus-Cheek in contrasto con Tal Ben Haim, nella sfida di Champions League contro il Maccabi Tel Aviv.

Entra nelle giovanili del Chelsea all'età di otto anni. Il 29 marzo 2013 la società decide di blindarlo facendogli firmare un contratto valido per due anni e mezzo, con un ingaggio di circa 40.000 sterline a settimana.
Dopo essersi imposto a livello giovanile con la fascia da capitano al braccio, esordisce in prima squadra il 10 dicembre 2014 contro lo Sporting Lisbona in Champions League nella fase a gironi, subentrando a Cesc Fàbregas a 7' dal termine dell'incontro.
Il 31 gennaio 2015 esordisce in Premier League contro il Manchester City, sostituendo Oscar nei minuti di recupero. In stagione ha giocato altre 2 partite in un'annata conclusa con la vittoria della Premier League e in cui ha disputato la sua prima gara da titolare in occasione dell'1-1 contro il Liverpool. A livello giovanile ha invece vinto la Youth League in stagione con un 3-2 contro lo Shakhtar Donetsk. Alla luce delle ottime prestazioni fornite l'anno successivo, il 29 febbraio 2016 i Blues gli rinnovano il contratto per altre cinque stagioni, con relativo adeguamento economico. In quest'annata negativa per il Chelsea, piazzatosi a metà classifica, c'è da annoverare la sua prima rete tra i professionisti il 10 gennaio 2016 in FA Cup nel successo per 2-0 contro lo Scunthorpe United (in cui era subentrato a Oscar a inizio ripresa), oltre a essere diventato il terzo giocatore dopo John Terry (all'epoca suo compagno di squadra) e Carlton Cole ad avere segnato un goal per i Blues essendo arrivato nel loro vivaio prima dei 15 anni. Oltre a quello ha segnato la sua prima rete in Premier in occasione della vittoria per 4-0 contro l'Aston Villa, oltre ad avere debuttato, peraltro da titolare, in Champions League contro il Maccabi Tel Aviv.

#### Il prestito al Crystal Palace (2017-2018)
Avendo trovato poco spazio nel 2016-2017 sotto la gestione di Antonio Conte (in cui ha vinto il sesto titolo nazionale) che ha tentato di farlo giocare da attaccante per via della sua altezza, il 12 luglio 2017 viene ceduto in prestito annuale al Crystal Palace. Ha giocato 24 partite segnando 2 goal in Premier League (nei successi contro Stoke e Leicester City), aiutando la squadra a ottenere la salvezza.

#### Ritorno al Chelsea (2018-2020)

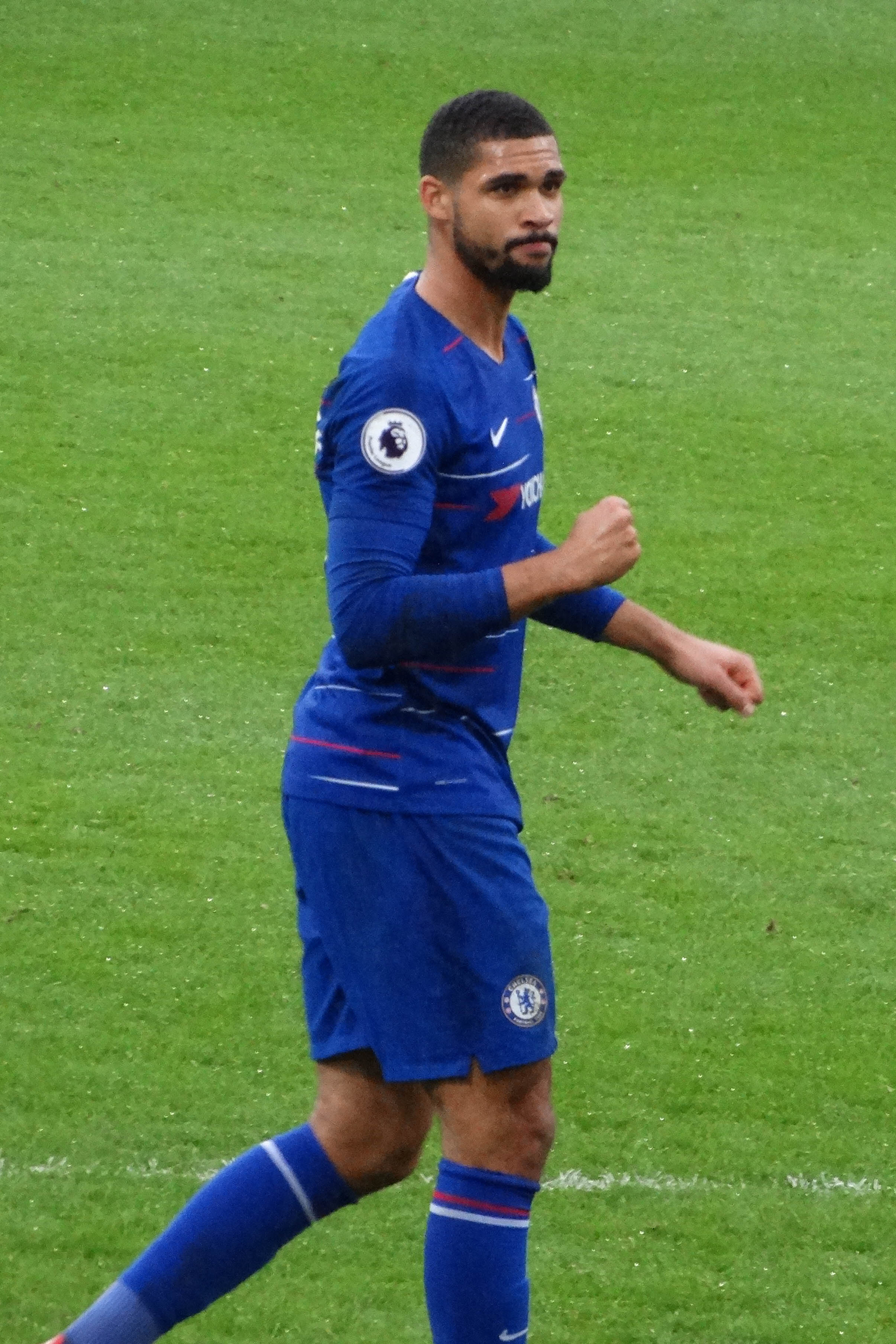
Loftus-Cheek nel 2019

A fine stagione, dopo alcune voci di una sua nuova cessione in prestito (il Crystal Palace avrebbe voluto prenderlo in prestito per un altro anno), torna al Chelsea. Inizialmente riserva nelle rotazioni del neo allenatore dei Blues Maurizio Sarri (che è stato criticato per questo), trova spazio in Europa League, segnando la sua prima tripletta in carriera il 26 ottobre 2018 proprio nella competizione internazionale nella vittoria per 3-1 in casa contro il BATE Borisov. Due giorni dopo segna il definitivo 4-0 nella trasferta col Burnley al 90+2' in cui era subentrato all'infortunato Pedro dopo 30 minuti. In dicembre ha segnato in due sfide consecutive contro Fulham (vittoria 2-0) e Wolverhampton (sconfitta 2-1). Ed è a seguito di queste 2 reti che Loftus-Cheek inizia a giocare con costanza. Nonostante dei problemi alla schiena lo avessero limitato (tanto che Sarri era arrivato al punto di chiedere alla nazionale inglese di non impiegarlo in Nations League) arrivando a segnare goal importanti come quello al 90+1' contro il Cardiff City che ha portato la squadra sul 2-1 (seppur in fuorigioco) oltre alla prima rete nel derby londinese vinto per 3-0 contro il Watford che ha consentito (in virtù anche del pareggio interno dell'Arsenal col Brighton quart'ultimo) al Chelsea l'accesso alla Champions League.
In Europa League ha continuato a giocare da titolare, segnando il provvisorio 1-0 al 28' della sfida contro l'Eintracht Francoforte; nonostante l'ottima partita da lui disputata all'82' viene sostituito col risultato sull'1-1 (il pareggio era arrivato per opera di Luka Jović al 49') da Sarri che è stato fischiato dai tifosi per questo. Ciononostante i Blues hanno avuto poi la meglio dopo i calci di rigore. Il 16 maggio 2019 subisce una rottura al tendine d'achille nell'amichevole contro il New England Revolution che lo costringe a saltare la finale di Europa League, e per cui deve sottoporsi a un'operazione. Termina quindi la stagione con 24 partite e 6 reti in Premier e 11 partite e 4 reti in Europa League. I Blues non hanno comunque risentito della sua assenza battendo 4-1 l'Arsenal.
Nella stagione successiva torna ad allenarsi solamente a fine gennaio 2020. Torna tra i convocati un mese dopo in occasione della partita del 22 febbraio contro il Tottenham. Torna in campo il 21 giugno 2020, giorno in cui parte titolare nel successo per 1-2 contro l'Aston Villa, giocando 55 minuti prima di essere sostituito da Christian Pulisic.

#### Prestito al Fulham (2020-2021)
Il 5 ottobre 2020 viene ceduto in prestito al Fulham. Con i cottagers realizza un gol in 30 partite in campionato (nella sconfitta contro l'Everton), trovando quindi regolarità d'impiego, ma non riuscendo a evitare la retrocessione del club in Championship.

#### Secondo ritorno al Chelsea (2021-2023)
A fine prestito fa ritorno al Chelsea, rimanendo in rosa al termine del mercato estivo. A partire da novembre inizia a venire impiegato come titolare dall'allenatore dei blues Thomas Tuchel, salvo poi avere una frenata per via di 2 infortuni e del COVID-19, eventi che non gli hanno consentito di giocare il Mondiale per club, vinto dai suoi in sua assenza. Nel mentre è stato reinventato come difensore centrale e come esterno di centrocampo nel 3-4-2-1 dal tecnico tedesco.

#### Milan (2023-)
Il 30 giugno 2023, Loftus-Cheek si trasferisce a titolo definitivo al Milan, in Serie A, per circa 16 milioni di euro più 4 di bonus, sceglie di indossare la maglia numero 8 lasciata libera dopo la cessione di Sandro Tonali. Il 21 agosto fa il suo esordio nella prima giornata di Serie A vinta dai rossoneri per 2-0 in casa del Bologna. Il 27 settembre segna la sua prima rete nel campionato italiano, nel successo per 3-1 in casa del Cagliari. Segna anche le sue prime doppiette, il 27 gennaio 2024 nel pareggio casalingo cotro il Bologna (2-2), e poi il 15 febbraio nell'esordio in UEFA Europa League, nel successo per 3-0 contro il Rennes nell'andata dei play-off, prime reti europee con i rossoneri per lui.
Il 6 gennaio 2025 vince il suo primo trofeo con i rossoneri, la supercoppa italiana vinta per 2-3 in rimonta contro i rivali cittadini dell'Inter.

### Nazionale
Dopo aver rappresentato l'Inghilterra a livello giovanile - partecipando anche agli Europei Under-21 in Repubblica Ceca nel 2015 - il 2 novembre 2017 riceve la sua prima convocazione in nazionale maggiore, in vista del doppio impegno con Germania e Brasile. Esordisce con la maglia dei Tre Leoni il 10 novembre contro la Germania, venendo schierato titolare e giocando tutti i 90 minuti. Viene sorprendentemente convocato per i Mondiali 2018, venendo preferito a Jack Wilshere. Nella competizione ha disputato 4 delle 7 partite (di cui tutte e 3 quelle del girone) della squadra arrivata al 4º posto dopo aver perso la finale per il 3º posto contro il Belgio (in cui Loftus-Cheek ha giocato 84 minuti).

## Statistiche

### Presenze e reti nei club
Statistiche aggiornate al 17 agosto 2025.
| Stagione        | Squadra         | Campionato      | Campionato | Campionato | Coppe nazionali | Coppe nazionali | Coppe nazionali | Coppe continentali | Coppe continentali | Coppe continentali | Altre coppe | Altre coppe | Altre coppe | Totale | Totale |
| Stagione        | Squadra         | Comp            | Pres       | Reti       | Comp            | Pres            | Reti            | Comp               | Pres               | Reti               | Comp        | Pres        | Reti        | Pres   | Reti   |
| --------------- | --------------- | --------------- | ---------- | ---------- | --------------- | --------------- | --------------- | ------------------ | ------------------ | ------------------ | ----------- | ----------- | ----------- | ------ | ------ |
| 2014-2015       | Chelsea         | PL              | 3          | 0          | FACup+CdL       | 0+0             | 0               | UCL                | 1                  | 0                  | -           | -           | -           | 4      | 0      |
| 2015-2016       | Chelsea         | PL              | 13         | 1          | FACup+CdL       | 2+1             | 1+0             | UCL                | 1                  | 0                  | CS          | 0           | 0           | 17     | 2      |
| 2016-2017       | Chelsea         | PL              | 6          | 0          | FACup+CdL       | 3+2             | 0               | -                  | -                  | -                  | -           | -           | -           | 11     | 0      |
| 2017-2018       | Crystal Palace  | PL              | 24         | 2          | FACup+CdL       | 0+1             | 0               | -                  | -                  | -                  | -           | -           | -           | 25     | 2      |
| 2018-2019       | Chelsea         | PL              | 24         | 6          | FACup+CdL       | 2+3             | 0               | UEL                | 11                 | 4                  | CS          | -           | -           | 40     | 10     |
| 2019-2020       | Chelsea         | PL              | 7          | 0          | FACup+CdL       | 2+0             | 0               | UCL                | 0                  | 0                  | SU          | 0           | 0           | 9      | 0      |
| set-ott. 2020   | Chelsea         | PL              | 1          | 0          | FACup+CdL       | -               | -               | UCL                | -                  | -                  | -           | -           | -           | 1      | 0      |
| 2020-2021       | Fulham          | PL              | 30         | 1          | FACup+CdL       | 2+0             | 0               | -                  | -                  | -                  | -           | -           | -           | 32     | 1      |
| 2021-2022       | Chelsea         | PL              | 24         | 0          | FACup+ CdL      | 5+3             | 1+0             | UCL                | 8                  | 0                  | SU          | 0           | 0           | 40     | 1      |
| 2022-2023       | Chelsea         | PL              | 25         | 0          | FACup+CdL       | 0+1             | 0+0             | UCL                | 7                  | 0                  |             | -           | -           | 33     | 0      |
| Totale Chelsea  | Totale Chelsea  | Totale Chelsea  | 103        | 7          |                 | 24              | 2               |                    | 28                 | 4                  |             | 0           | 0           | 155    | 13     |
| 2023-2024       | Milan           | A               | 29         | 6          | CI              | 1               | 0               | UCL+UEL            | 4+6                | 0+4                | -           | -           | -           | 40     | 10     |
| 2024-2025       | Milan           | A               | 19         | 0          | CI              | 2               | 0               | UCL                | 6                  | 0                  | SI          | 1           | 0           | 28     | 0      |
| 2025-2026       | Milan           | A               | 0          | 0          | CI              | 1               | 0               | -                  | -                  | -                  | SI          | 0           | 0           | 1      | 0      |
| Totale Milan    | Totale Milan    | Totale Milan    | 48         | 6          |                 | 4               | 0               |                    | 16                 | 4                  |             | 1           | 0           | 69     | 10     |
| Totale carriera | Totale carriera | Totale carriera | 205        | 16         |                 | 31              | 2               |                    | 44                 | 8                  |             | 1           | 0           | 281    | 26     |

### Cronologia presenze e reti in nazionale
| Cronologia completa delle presenze e delle reti in nazionale ― Inghilterra | Cronologia completa delle presenze e delle reti in nazionale ― Inghilterra | Cronologia completa delle presenze e delle reti in nazionale ― Inghilterra | Cronologia completa delle presenze e delle reti in nazionale ― Inghilterra | Cronologia completa delle presenze e delle reti in nazionale ― Inghilterra | Cronologia completa delle presenze e delle reti in nazionale ― Inghilterra | Cronologia completa delle presenze e delle reti in nazionale ― Inghilterra | Cronologia completa delle presenze e delle reti in nazionale ― Inghilterra |
| Data                                                                       | Città                                                                      | In casa                                                                    | Risultato                                                                  | Ospiti                                                                     | Competizione                                                               | Reti                                                                       | Note                                                                       |
| -------------------------------------------------------------------------- | -------------------------------------------------------------------------- | -------------------------------------------------------------------------- | -------------------------------------------------------------------------- | -------------------------------------------------------------------------- | -------------------------------------------------------------------------- | -------------------------------------------------------------------------- | -------------------------------------------------------------------------- |
| 10-11-2017                                                                 | Londra                                                                     | Inghilterra                                                                | 0 – 0                                                                      | Germania                                                                   | Amichevole                                                                 | -                                                                          |                                                                            |
| 14-11-2017                                                                 | Londra                                                                     | Inghilterra                                                                | 0 – 0                                                                      | Brasile                                                                    | Amichevole                                                                 | -                                                                          | 35’                                                                        |
| 2-6-2018                                                                   | Londra                                                                     | Inghilterra                                                                | 2 – 1                                                                      | Nigeria                                                                    | Amichevole                                                                 | -                                                                          | 67’                                                                        |
| 7-6-2018                                                                   | Leeds                                                                      | Inghilterra                                                                | 2 – 0                                                                      | Costa Rica                                                                 | Amichevole                                                                 | -                                                                          | 79’                                                                        |
| 18-6-2018                                                                  | Volgograd                                                                  | Tunisia                                                                    | 1 – 2                                                                      | Inghilterra                                                                | Mondiali 2018 - 1º turno                                                   | -                                                                          | 80’                                                                        |
| 24-6-2018                                                                  | Nižnij Novgorod                                                            | Inghilterra                                                                | 6 – 1                                                                      | Panama                                                                     | Mondiali 2018 - 1º turno                                                   | -                                                                          | 23’                                                                        |
| 28-6-2018                                                                  | Kaliningrad                                                                | Inghilterra                                                                | 0 – 1                                                                      | Belgio                                                                     | Mondiali 2018 - 1º turno                                                   | -                                                                          |                                                                            |
| 14-7-2018                                                                  | San Pietroburgo                                                            | Belgio                                                                     | 2 – 0                                                                      | Inghilterra                                                                | Mondiali 2018 - Finale 3º posto                                            | -                                                                          | 84’                                                                        |
| 11-9-2018                                                                  | Leicester                                                                  | Inghilterra                                                                | 1 – 0                                                                      | Svizzera                                                                   | Amichevole                                                                 | -                                                                          | 61’                                                                        |
| 15-11-2018                                                                 | Londra                                                                     | Inghilterra                                                                | 3 – 0                                                                      | Stati Uniti                                                                | Amichevole                                                                 | -                                                                          | 70’                                                                        |
| Totale                                                                     |                                                                            | Presenze                                                                   | 10                                                                         |                                                                            | Reti                                                                       | 0                                                                          |                                                                            |

## Palmarès

### Club

#### Competizioni giovanili
- FA Youth Cup: 2

Chelsea: 2011-2012, 2013-2014
- UEFA Youth League: 1

Chelsea: 2014-2015

#### Competizioni nazionali
- Campionato inglese: 2

Chelsea: 2014-2015, 2016-2017
- Coppa di Lega inglese: 1

Chelsea: 2014-2015
- Supercoppa italiana: 1

Milan: 2024

#### Competizioni internazionali
- UEFA Europa League: 1

Chelsea: 2018-2019
- Supercoppa UEFA: 1

Chelsea: 2021

### Nazionale
- Torneo di Tolone: 1

2016